# ラインハルト・シューリンク

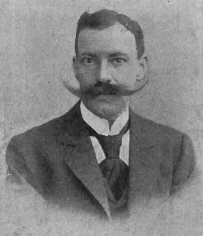
Reinhard Süring

ラインハルト・シューリンク（Reinhard Süring、1866年5月15日 - 1950年12月29日）は、ドイツの気象学者である。気球による高空の観測を行った。

## 生涯
ハンブルクに生まれた。ゲッティンゲン、マールブルク、ベルリンで科学を学び、1890年に "Die vertikale Temperaturabnahme in Gebirgsgegenden in ihrer Abhängigkeit von der Bewölkung"という論文で博士号を得た。
1892年から、ポツダムの気象・地磁気観測所 (Meteorologisch-Magnetischen Observatoriums)で働き、1901年から、プロシア気象協会のGewitterabteilung des Preußischen Meteorologischen Institutsで働き、1909年に気象・地磁気観測所の気象部門のヘッドを務め、アドルフ・シュミットの後をついで、気象・地磁気観測所の所長となった。
1893年から1921年の間、シューリンクは高空の気球実験に参加した。これらの実験は、生理学者のヘルマン・フォン・シュレーター(de:Hermann von Schrötter)やネーサン・ツンツ(de:Nathan Zuntz)や気象学者のアルトゥル・ベルソン(Arthur Berson)らが参加した。1901年7月31日、シューリングとベルソンは、開放式のゴンドラの気球で高度10,800 mに達した。この飛行によって得られた科学データは翌年、リヒャルト・アスマンらの研究によって成層圏の発見を導いた。またベルソンと低気圧下の生理学的影響を調べるためにベルリン病院(de:Jüdisches Krankenhaus) に減圧チャンバーを設置した。
シューリンクはユリウス・フォン・ハンと気象学の教科書、Lehrbuch der Meteorologieを著し、これは何世代かの学生に使われた。